# Wyszcza liha (2003/2004)
Wyszcza liha w piłce nożnej 2003/2004 – XIII edycja najwyższych w hierarchii rozgrywek ligowych ukraińskiej klubowej piłki nożnej. Sezon rozpoczął się 12 lipca 2003, a zakończył się 19 czerwca 2004.

## Drużyny
Zespoły występujące w Wyszczej Lidze 2003/2004
- Arsenał Kijów
- Borysfen Boryspol
- Czornomoreć Odessa
- Dnipro Dniepropetrowsk
- Dynamo Kijów
- Illicziweć Mariupol
- Karpaty Lwów
- Krywbas Krzywy Róg
- Metałurh Donieck
- Metałurh Zaporoże
- Obołoń Kijów
- Szachtar Donieck
- Tawrija Symferopol
- Wołyń Łuck
- Worskła-Naftohaz Połtawa
- Zirka Kirowohrad

Uwagi
- – zespoły, które awansowały z Pierwszej ligi edycji 2002/03
- przed rozpoczęciem sezonu Worskła-Naftohaz Połtawa nazywała się Worskła Połtawa
- od 10 do 17 lutego 2004 roku Metałurh Zaporoże nazywał się Metałurh-Zaporoże

## Stadiony
| Lp. | Klub                     | Miasto          | Stadion               | Pojemność |
| --- | ------------------------ | --------------- | --------------------- | --------- |
| 1   | Arsenał Kijów            | Kijów           | NSK Olimpijski        | 83 450    |
| 2   | Borysfen Boryspol        | Boryspol        | Stadion Kołos         | 5 654     |
| 3   | Czornomoreć Odessa       | Odessa          | Stadion Czornomorec   | 34 362    |
| 4   | Dnipro Dniepropetrowsk   | Dniepropetrowsk | Stadion Dnipro Meteor | 24 381    |
| 5   | Dynamo Kijów             | Kijów           | Stadion Dynamo        | 16 873    |
| 6   | Illicziweć Mariupol      | Mariupol        | Stadion Illicziweć    | 12 680    |
| 7   | Karpaty Lwów             | Lwów            | Stadion Ukraina       | 28 051    |
| 8   | Krywbas Krzywy Róg       | Krzywy Róg      | Stadion Metałurh      | 29 782    |
| 9   | Metałurh Donieck         | Donieck         | Stadion Metałurh      | 5 094     |
| 10  | Metałurh Zaporoże        | Zaporoże        | Stadion Metałurh      | 11 883    |
| 11  | Obołoń Kijów             | Kijów           | Stadion Obołoń        | 5 100     |
| 12  | Szachtar Donieck         | Donieck         | Stadion Szachtar      | 31 718    |
| 13  | Tawrija Symferopol       | Symferopol      | Stadion Łokomotyw     | 20 000    |
| 14  | Wołyń Łuck               | Łuck            | Stadion Awanhard      | 12 080    |
| 15  | Worskła-Naftohaz Połtawa | Połtawa         | Stadion Worskła       | 24 795    |
| 16  | Zirka Kirowohrad         | Kirowohrad      | Stadion Zirka         | 13 667    |

## Końcowa tabela
| #  | Klub                     | M  | Z  | R  | P  | Gole  | Pkt |
| 1  | Dynamo Kijów             | 30 | 23 | 4  | 3  | 68-20 | 73  |
| 2  | Szachtar Donieck         | 30 | 22 | 4  | 4  | 62-19 | 70  |
| 3  | Dnipro Dniepropetrowsk   | 30 | 16 | 9  | 5  | 44-23 | 57  |
| 4  | Metałurh Donieck         | 30 | 14 | 10 | 6  | 51-34 | 52  |
| 5  | Czornomoreć Odessa       | 30 | 11 | 12 | 7  | 38-33 | 45  |
| 6  | Obołoń Kijów             | 30 | 11 | 8  | 11 | 34-35 | 41  |
| 7  | Borysfen Boryspol        | 30 | 11 | 8  | 11 | 25-29 | 41  |
| 8  | Ilicziwec Mariupol       | 30 | 10 | 10 | 10 | 34-36 | 40  |
| 9  | Arsenał Kijów            | 30 | 10 | 7  | 13 | 38-44 | 37  |
| 10 | Krywbas Krzywy Róg       | 30 | 10 | 6  | 14 | 26-41 | 36  |
| 11 | Metałurh Zaporoże        | 30 | 8  | 8  | 14 | 26-40 | 32  |
| 12 | Tawrija Symferopol       | 30 | 7  | 11 | 12 | 22-28 | 32  |
| 13 | Wołyń Łuck               | 30 | 7  | 8  | 15 | 25-44 | 29  |
| 14 | Worskła-Naftohaz Połtawa | 30 | 6  | 9  | 15 | 26-49 | 27  |
| 15 | Karpaty Lwów             | 30 | 6  | 8  | 16 | 22-39 | 21  |
| 16 | Zirka Kirowohrad         | 30 | 3  | 8  | 19 | 16-43 | 17  |

Legenda:
|  | - Liga Mistrzów UEFA |
|  | - Puchar UEFA        |
|  | - spadek             |

## Najlepsi strzelcy
| # | Strzelec              | Drużyna                                      | Mecze | Bramki(karne) |
| - | --------------------- | -------------------------------------------- | ----- | ------------- |
| 1 | Georgi Demetradze     | Metałurh Donieck                             | 28    | 18 (4)        |
| 2 | Ołeksandr Kosyrin     | Czornomoreć Odessa                           | 27    | 14 (3)        |
| 3 | Maksim Szackich       | Dynamo Kijów                                 | 21    | 10            |
| 3 | Zvonimir Vukić        | Szachtar Donieck                             | 27    | 10            |
| 5 | Ołeh Wenhłynski       | Dnipro Dniepropietrowsk                      | 19    | 9 (1)         |
| 5 | Waliancin Bialkiewicz | Dynamo Kijów                                 | 26    | 9 (1)         |
| 5 | Andrij Worobiej       | Szachtar Donieck                             | 29    | 9             |
| 8 | Brandão               | Szachtar Donieck                             | 18    | 8 (1)         |
| 8 | Serhij Mizin          | Karpaty Lwów                                 | 18    | 8 (1)         |
| 8 | Serhij Szyszczenko    | Metałurh Donieck / Illicziweć Mariupol       | 25    | 8             |
| 8 | Jurij Cełych          | Metałurh Zaporoże / Worskła-Naftohaz Połtawa | 27    | 8             |
| 8 | Kostiantyn Bałabanow  | Czornomoreć Odessa                           | 28    | 8             |

## Medaliści
(liczba meczów i goli w nawiasach)
| 1. Dynamo Kijów |
| Bramkarzy: Ołeksandr Szowkowski (19 / -15), Witalij Rewa (11 / -5). Obrońcy: Goran Gavrančić (28 / 6), Serhij Fedorow (18 / 1), Andrij Nesmaczny (15 / 1), Jurij Dmytrulin (14), Goran Sablić (9 / 1), Alessandro (4 / 1), Ołeksandr Hołowko (2), Ayila Yussuf (1). Pomocnicy: Diogo Rincón (29 / 5), Ołeh Husiew (27 / 7), Tiberiu Ghioane (27 / 4), Walancin Bialkiewicz (26 / 9), Jerko Leko (22 / 3), Badr El Kaddouri (19 / 1), Florin Cernat (17 / 4), Andrij Husin (12 / 2), Alaksandar Chackiewicz (11 / 1), Georgi Peew (10), Denys Onyszczenko (9 / 2), Rusłan Bidnenko (9), Ołeksandr Jacenko (8), Ołeksandr Alijew (2), Perica Ognjenović (2), Edgaras Česnauskis (1). Napastnicy: Maksim Shatskix (21 / 10), Māris Verpakovskis (11 / 5), Siarhiej Karnilenka (9 / 2), Artem Miłewski (8 / 1), Kléber (5 / 1). Trener: Ołeksij Mychajłyczenko. Odeszli w sezonie: Ołeksandr Mełaszczenko (9) (Dnipro Dniepropetrowsk), László Bodnár (0) (Arsenał Kijów).                                                                                        |
| 2. Szachtar Donieck |
| Bramkarzy: Stipe Pletikosa (23 / -18), Dmytro Szutkow (7 / -1). Obrońcy: Răzvan Raț (27 / 1), Serhij Popow (21), Ołeksij Haj (15 / 2), Predrag Pažin (15 / 1), Mychajło Starostiak (13), Flavius Stoican (12 / 1), Daniel Florea (10), Dainius Gleveckas (9), Dmytro Czyhrynski (1). Pomocnicy: Anatolij Tymoszczuk (29 / 6), Zvonimir Vukić (27 / 10), Mariusz Lewandowski (27 / 5), Ołeksij Bachariew (23 / 2), Darijo Srna (19), Hennadij Zubow (17 / 2), Adrian Pukanycz (15 / 1), Igor Duljaj (9), Denys Kułakow (1 / 1). Napastnicy: Andrij Worobiej (29 / 9), Brandão (18 / 8), Julius Aghahowa (17 / 6), Ciprian Marica (13 / 4), Ołeksij Bielik (11 / 2). Trener: Bernd Schuster (23 mecze do maja), Wiktor Prokopenko (2 mecze w maju), Mircea Lucescu (5 meczów od maja). Odeszli w sezonie: Serhij Zakarluka (4) (Illicziweć Mariupol), Cimafiej Kałaczou (2) (Illicziweć Mariupol), Jewhen Bredun (0) (Illicziweć Mariupol), Milan Jovanović (0) (Lokomotiw Moskwa), Nenad Lalatović (0) (VfL Wolfsburg), Assane N’Diaye (0) (ASC Jeanne d’Arc). |
| 3. Dnipro Dniepropetrowsk |
| Bramkarzy: Wjaczesław Kernozenko (12 / -1), Mykoła Medin (12 / -9), Artem Kuslij (7 / -4), . Obrońcy: Andrij Rusoł (24 / 1), Wołodymyr Jezerski (23), Ołeksandr Hrycaj (21 / 1), Ołeksandr Radczenko (20), Serhij Matiuchin (17), Ołeksandr Pokłonski (17). Pomocnicy: Rusłan Kostyszyn (29 / 7), Ołeksandr Rykun (28 / 7), Ołeh Szełajew (26 / 4), Rusłan Rotań (25 / 4), Serhij Nazarenko (24 / 3), Roman Maksymiuk (21 / 2), Dmytro Mychajłenko (18), Witalij Łysycki (10 / 1), Hennadij Moroz (7 / 1), Dmytro Semoczko (7), Witalij Komarnycki (5), Serhij Motuz (5), Kostiantyn Krawczenko (3). Napastnicy: Ołeh Wenhłynski (19 / 9), Ołeksandr Mełaszczenko (12 / 2), Alexandru Popovici (4). Trener: Jewhen Kuczerewski. Odeszli w sezonie: Andrij Spiwak (9) (Krywbas Krzywy Róg), Serhij Walajew (3) (Krywbas Krzywy Róg). |

Uwaga: Piłkarze oznaczone kursywą występowali również na innych pozycjach.